# Cosmosoma bolivari
Cosmosoma bolivari là một loài bướm đêm thuộc phân họ Arctiinae, họ Erebidae.